# 蘑菇头

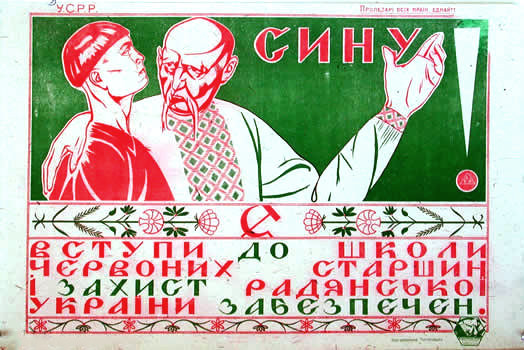
1920年代乌克兰苏维埃社会主义共和国海报，左邊那位留有蘑菇頭

蘑菇头是一种发型，前後左右的頭髮都要剪成一樣的長度，而且頭髮長度不能太短，額頭處的头发還要剪成瀏海。歷史上欧洲就有男子留蘑菇頭。1960年代，在披頭四樂隊等人的影響下蘑菇頭重新流行起来。 